# Nakuru
Nakuru Kenya negyedik legnagyobb városa, az ország középső nyugati részében. Hasadékvölgy tartomány székhelye, mezőgazdasági, ipari, turista és oktatási központ. Mintegy 337 000 lakosa van.
Délre a várostól található a turisták közt népszerű, természeti szépségekben bővelkedő, flamingókolóniáiról híres Nakuru-tó.

## Testvérvárosa
- East Orange, New Jersey, USA